# فستوكة أطلسية
الفستوكة الأطلسية (باللاتينية: Festuca atlantica) نوع نباتي يتبع جنس الفستوكة من الفصيلة النجيلية.

## الموئل والانتشار
ينتشر النبات في المغرب العربي.

## الوصف النباتي
النبات عشبي معمر.